# Phil Demmel
Pour les articles homonymes, voir Demmel.

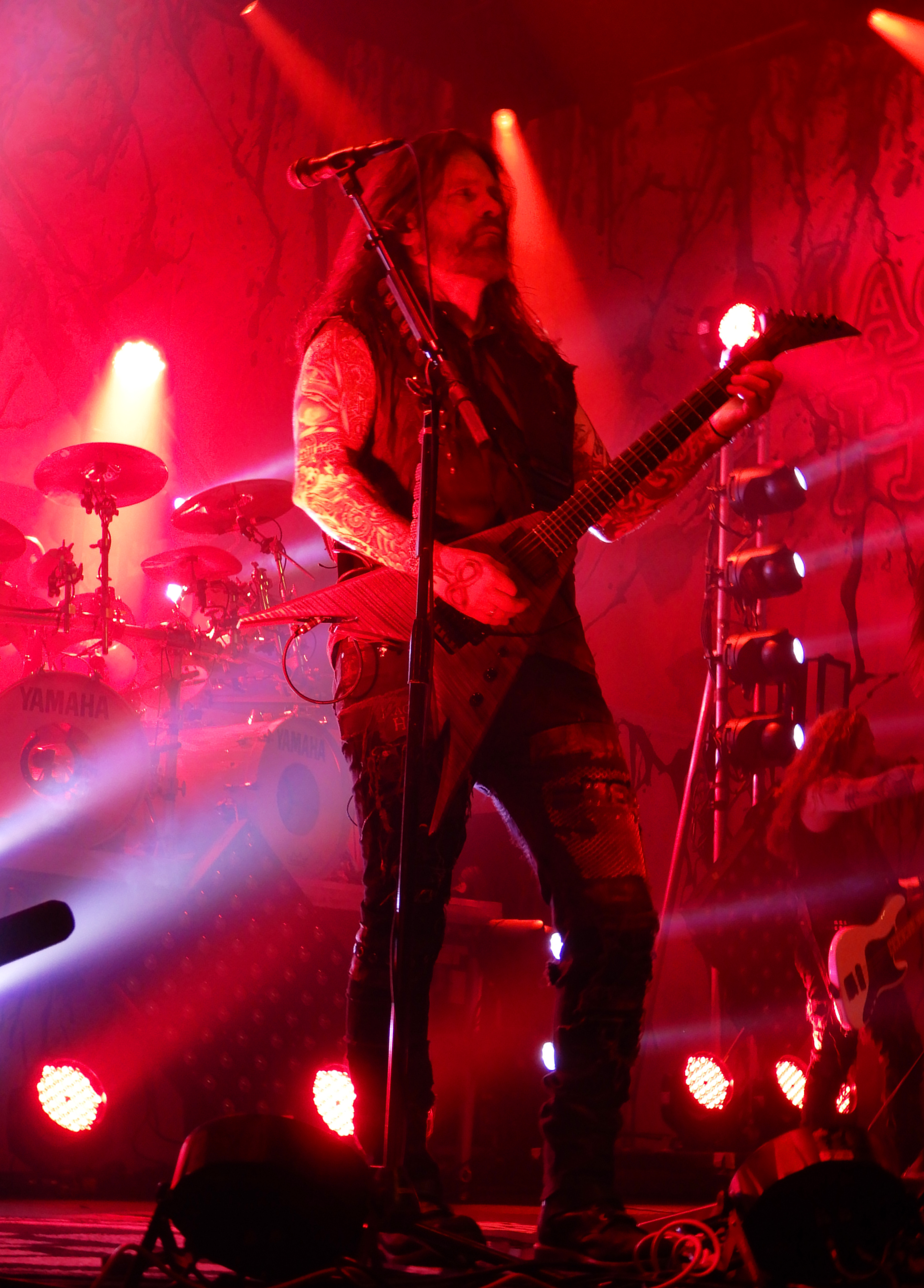
Phil Demmel (Machine Head) en concert à La Rochelle en 2018.

Phil Demmel, né le 2 avril 1967, était le guitariste soliste du groupe de heavy metal Machine Head depuis 2003. Il est le fondateur et seul membre constant du groupe Vio-lence, ainsi que le guitariste/chanteur du groupe Torque.
Il rejoint Machine Head peu avant l'enregistrement de Through The Ashes Of Empire (paru en 2004). 
Il quitte Machine Head en 2018, en même temps que le batteur Dave McClain.
En 2024, il annonce quitter le groupe Vio-lence lors d'un dernier concert, le 11 février au Carioca Club de São Paulo, au Brésil. 
Début février, il est annoncé comme guitariste au sein du nouveau groupe solo de Kerry King. Il voit la participation de Paul Bostaph à la batterie (Slayer), Kyle Sanders à la basse (Hellyeah), et Mark Osegueda au chant (Death Angel)

## Discographie

### Vio-lence
- 1988 : Eternal Nightmare
- 1990 : Oppressing the Masses
- 1993 : Nothing to Gain

### Torque
- 1996 : Torque

### Technocracy
- 2001 : Technocracy

### Machine Head
- 2007 : The Blackening
- 2011 : Unto the Locust
- 2012 : Machine Fucking Head Live
- 2014 : Bloodstone & Diamonds
- 2018 : Catharsis

### Kerry King
- 2024 : From Hell I Rise